# Zwarthalskraanvogel
De zwarthalskraanvogel (Grus nigricollis) is een vogel uit de familie van de kraanvogels (Gruidae).  De vogel werd in 1876 geldig wetenschappelijk beschreven door de Russische militair en ontdekkingsreiziger Nikolaj Przewalski. Het was de laatst beschreven kraanvogelsoort. Het is een door habitatverlies voor uitsterven gevoelige vogelsoort die leeft op het Tibetaans Hoogland.

## Kenmerken
De vogel is gemiddeld 115 cm lang en weeg gemiddeld 5,35 kg. Het is een grote grijswitte kraanvogel. De kop en het bovenste deel van de nek zijn zwart, met uitzondering van een rode plek boven op de kop en een witte vlek aan de achterkant van de ogen. De staart is ook zwart.

## Verspreiding en leefgebied
De zwarthalskraanvogel broedt op het Tibetaans Hoogland en in Ladakh, een regio in Noord-India. De soort overwintert op een klein aantal plaatsen in China, Bhutan, en Arunachal Pradesh in India. De habitat van de zwarthalskraanvogel bestaat in het broedseizoen uit hooggelegen drasland. Tijdens het overwinteren zoeken de vogels lager gelegen rivierdalen op met graanvelden in de buurt. De soort voedt zich voornamelijk met wortels en knollen, granen en kleine dieren zoals insecten en kikkers. Er wordt veel tijd aan foerageren besteed, zo'n 75% van de dag, waarbij vaak grote afstanden worden afgelegd.

Zoals alle soorten binnen zijn familie heeft de zwarthalskraanvogel een uitgebreide balts. De nesten worden gemaakt op een eilandje van modder in ondiep water. Ze bestaan soms uit gras, riet en onkruid, maar andere keren worden de eieren direct op de grond gelegd. Het legsel bestaat uit één tot twee eieren, die door beide ouders in 30 tot 33 dagen worden uitgebroed. Ook nadat de jongen na zo'n 90 dagen kunnen vliegen, blijft de familie nog lange tijd bij elkaar en zoekt gezamenlijk naar voedsel.

## Status
De grootte van de overwinterende populatie in China werd in 2020 door BirdLife International geschat op 6600 tot 6800 individuen. De bescherming van de overwinteringsgebieden is verbeterd en dankzij het afsmelten van gletsjers neemt het broedareaal toe. Er bestaan echter zorgen dat klimaatopwarming later toch kan leiden tot habitatverlies. Verder blijven er bedreigingen zoals de aanwezigheid van verwilderde honden, verstoring door menselijke activiteiten, gebruik landbouwgif en botsingen met bovengrondse elektriciteitsleidingen.Om deze redenen staat deze soort sinds 2020 als gevoelig op de Rode Lijst van de IUCN.

## Afbeeldingen

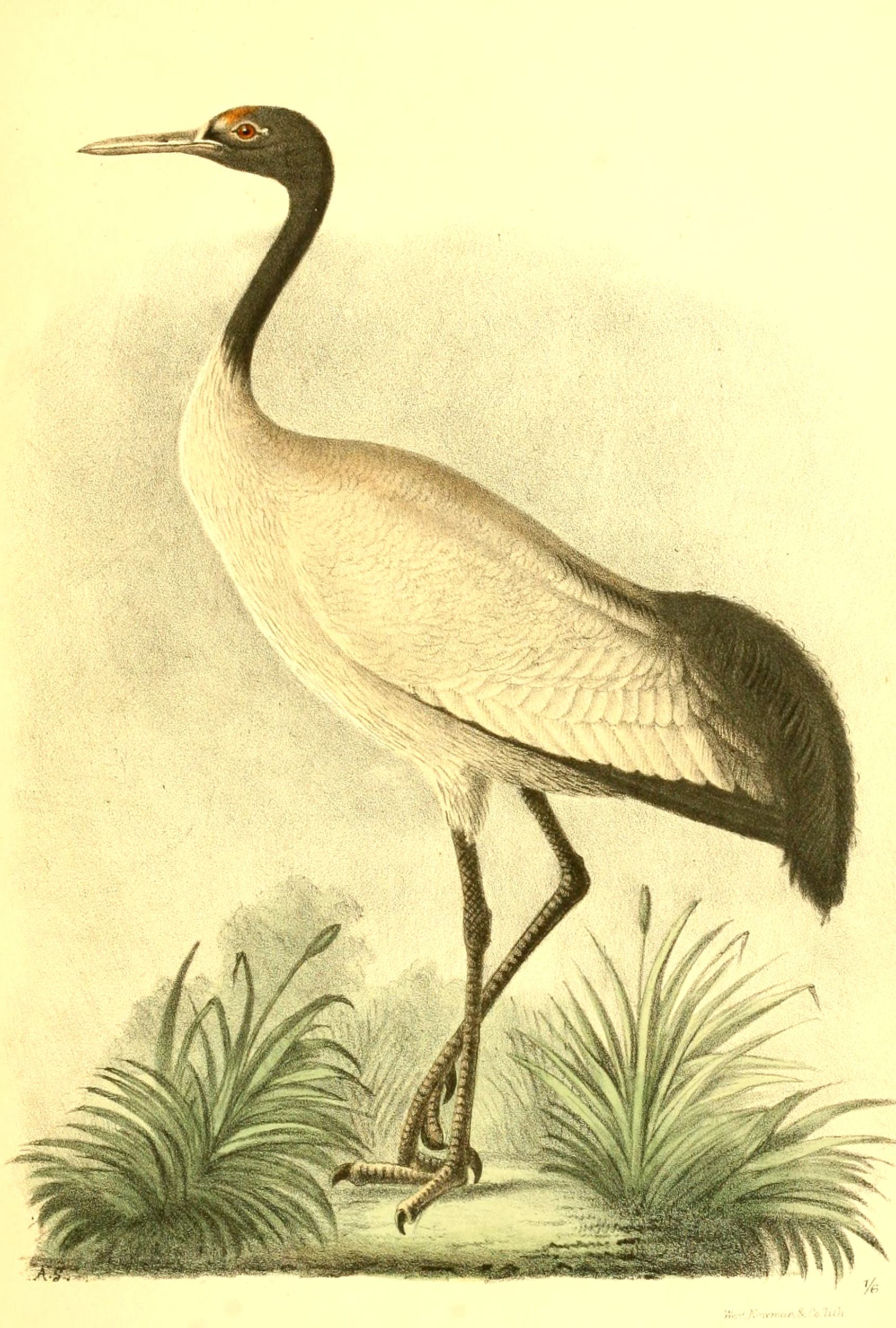
Illustratie gebaseerd op het werk van Nikolaj Przewalski
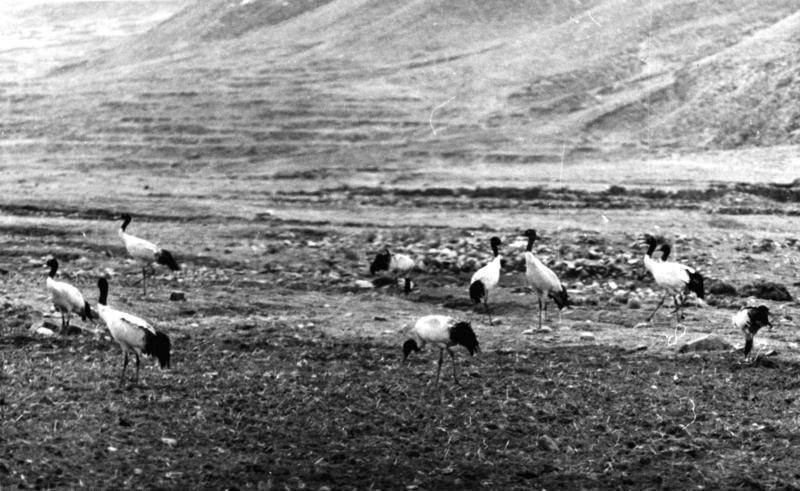
foto uit 1938 van een tiental vogels
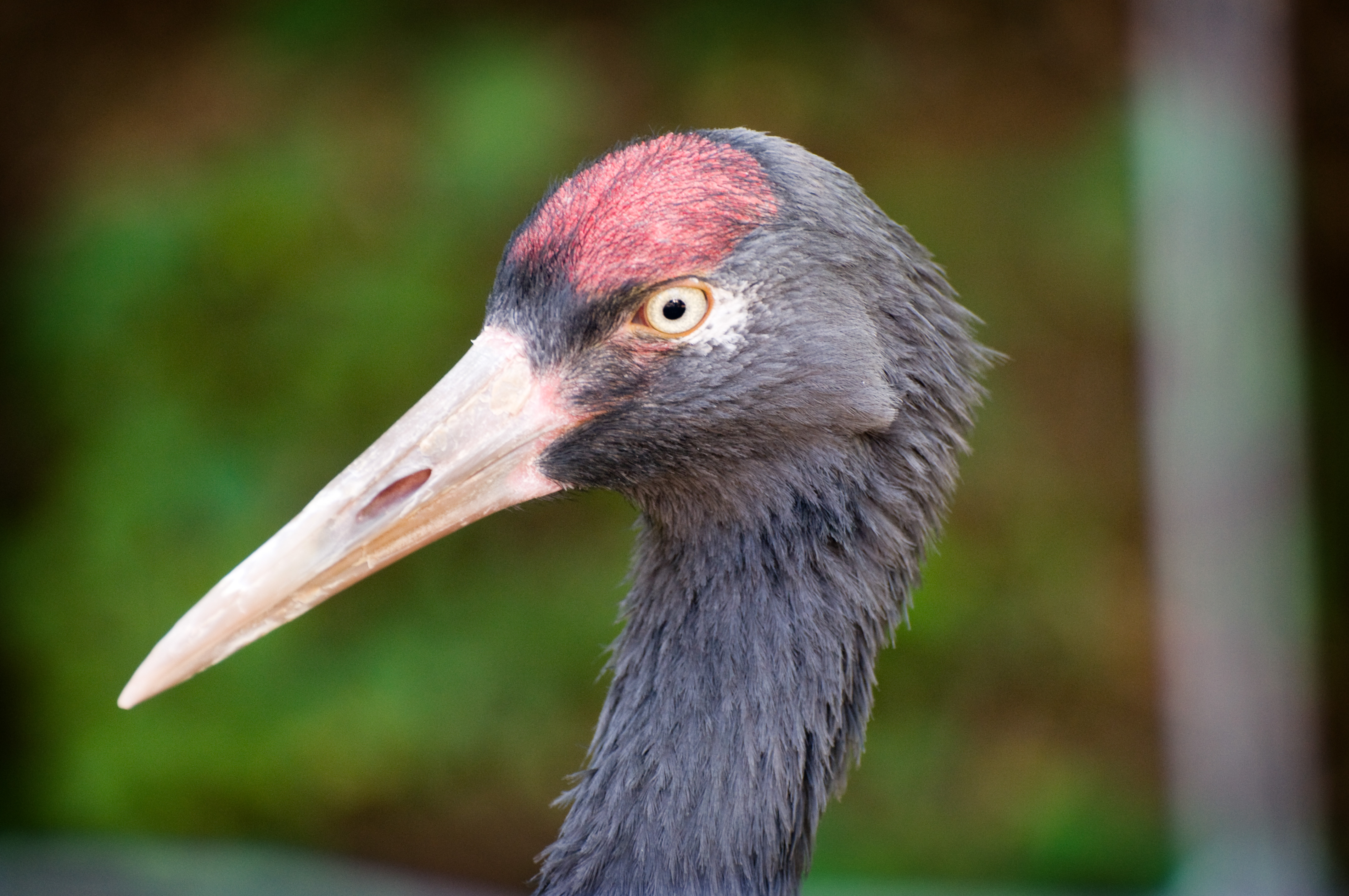
close-up van de kop